# Copa Nicasio Vila 1919
La Copa Nicasio Vila 1919 fue la decimotercera edición del campeonato de primera división de la Liga Rosarina de Fútbol.
Participaron diez equipos, y el campeón fue Rosario Central, que ganó el título luego vencer en una final de desempate a su clásico rival, Newell's Old Boys por 3 a 2.
Aquel título local de 1919, le dio el derecho al equipo canalla de disputar la Copa Dr. Carlos Ibarguren de ese año ante el campeón de la liga oficial de Buenos Aires, el Club Atlético Boca Juniors.

## Tabla de posiciones
| Pos | Equipo                  | Pts | PJ | G  | E | P  | GF | GC | Dif |
| 1º  | Rosario Central         | 33  | 18 | 15 | 3 | 0  | 64 | 10 | 54  |
| 2º  | Newell's Old Boys       | 33  | 18 | 15 | 3 | 0  | 55 | 9  | 46  |
| 3º  | Gimnasia y Esgrima      | 24  | 18 | 11 | 2 | 5  | 40 | 29 | 11  |
| 4º  | Belgrano                | 23  | 18 | 11 | 1 | 6  | 45 | 19 | 26  |
| 5º  | Central Córdoba         | 23  | 18 | 11 | 1 | 6  | 46 | 30 | 16  |
| 6º  | Tiro Federal            | 15  | 18 | 6  | 3 | 9  | 30 | 26 | 4   |
| 7º  | Rosario Puerto Belgrano | 9   | 18 | 3  | 3 | 12 | 11 | 61 | -50 |
| 8º  | Nacional                | 8   | 18 | 2  | 4 | 12 | 21 | 46 | -25 |
| 9º  | Sparta                  | 6   | 18 | 2  | 2 | 14 | 12 | 45 | -33 |
| 10º | Provincial              | 6   | 18 | 2  | 2 | 14 | 18 | 67 | -49 |

|  |                                        |
|  | Debieron jugar un partido de desempate |

## Final de desempate
Luego de finalizar el campeonato igualados en la tabla general con 33 puntos cada uno, Central y Newells tuvieron que disputar un encuentro final de desempate para determinar al campeón de la Primera División. El cotejo, se disputó el 11 de enero de 1920 en cancha de Gimnasia y Esgrima de Rosario y fue presenciado por una multitud. Según el Diario La Capital de Rosario: “No cabía un alfiler. A las 16:20 se clausuraron las boleterías. Había más de 10.000 personas”, lo que para la época era muchísimo público. Cuenta la crónica que esa tarde hubo tanta gente que 200 personas eligieron el techo de los vestuarios como tribuna. Los tirantes cedieron y los hinchas cayeron sobre los jugadores que se cambiaban, y por milagro todos resultaron ilesos.
El partido estaba 2 a 2 cuando fue suspendido faltando 7 minutos para el final por invasión de campo. Harry Hayes puso en ventaja a Central a los 35 minutos del primer tiempo. A los 10 del segundo tiempo Ernesto Celli igualó para Newell´s, mientras que 8 minutos después el mismo Harry Hayes marcaría el 2 a 1 para el conjunto auriazul. Finalmente, en el minuto 67 Atilio Badalini estamparía el empate 2 a 2. En el minuto 83, una invasión de campo obligó al árbitro a suspender el partido. El 25 de enero se completó el cotejo, y en los 90 minutos reglamentarios el empate en 2 se mantuvo, por lo hubo que recurrir a 2 tiempos suplementarios de 30 minutos para definir al campeón. Finalmente, un gol de Jacinto Perazzo sobre el final (en el minuto 141), le dio la festejada victoria y el título a Rosario Central. Ese partido marcó la primera final de la historia disputada entre ambos clubes rivales y fue el clásico rosarino más largo de la historia.

## Ficha del partido

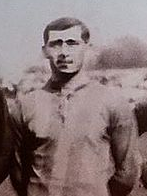
Jacinto Perazzo marcó el gol que le dio el campeonato a Rosario Central.

| 1  | POR | Octavio Díaz        |  |
| 2  | DEF | Patricio Clarke     |  |
| 6  | DEF | Florencio Sarasíbar |  |
| 4  | MED | Rodolfo Mulhall     |  |
| 5  | MED | Jacinto Perazzo     |  |
| 3  | MED | Francisco Furlong   |  |
| 8  | DEL | Ennis Hayes         |  |
| 11 | DEL | Antonio Blanco      |  |
| 10 | DEL | Ernesto Guaraglia   |  |
| 7  | DEL | Antonio Miguel      |  |
| 9  | DEL | Harry Hayes         |  |

| 1  | POR | Bernardino Nuin    |  |
| 2  | DEF | Isidro Bourguignon |  |
| 6  | DEF | Adolfo Celli       |  |
| 3  | MED | Domingo Montaña    |  |
| 5  | MED | Filedolfo Salcedo  |  |
| 4  | MED | Victorino Revilla  |  |
| 8  | DEL | Julio Libonatti    |  |
| 11 | DEL | Ernesto Celli      |  |
| 10 | DEL | Atilio Badalini    |  |
| 7  | DEL | Blas Saruppo       |  |
| 9  | DEL | Juan Francia       |  |

| 35' · 63' · 141' | Harry Hayes Jacinto Perazzo | 1:0 2:1 3:2 |

| 55' · 67' | Ernesto Celli Atilio Badalini | 1:1 2:2 |

| Principal | Paddy Mac Carthy |

| 1  | POR | Octavio Díaz        |  |
| 2  | DEF | Patricio Clarke     |  |
| 6  | DEF | Florencio Sarasíbar |  |
| 4  | MED | Rodolfo Mulhall     |  |
| 5  | MED | Jacinto Perazzo     |  |
| 3  | MED | Francisco Furlong   |  |
| 8  | DEL | Ennis Hayes         |  |
| 11 | DEL | Antonio Blanco      |  |
| 10 | DEL | Ernesto Guaraglia   |  |
| 7  | DEL | Antonio Miguel      |  |
| 9  | DEL | Harry Hayes         |  |

| 1  | POR | Bernardino Nuin    |  |
| 2  | DEF | Isidro Bourguignon |  |
| 6  | DEF | Adolfo Celli       |  |
| 3  | MED | Domingo Montaña    |  |
| 5  | MED | Filedolfo Salcedo  |  |
| 4  | MED | Victorino Revilla  |  |
| 8  | DEL | Julio Libonatti    |  |
| 11 | DEL | Ernesto Celli      |  |
| 10 | DEL | Atilio Badalini    |  |
| 7  | DEL | Blas Saruppo       |  |
| 9  | DEL | Juan Francia       |  |

| 35' · 63' · 141' | Harry Hayes Jacinto Perazzo | 1:0 2:1 3:2 |

| 55' · 67' | Ernesto Celli Atilio Badalini | 1:1 2:2 |

| Principal | Paddy Mac Carthy |

| 1  | POR | Octavio Díaz        |  |
| 2  | DEF | Patricio Clarke     |  |
| 6  | DEF | Florencio Sarasíbar |  |
| 4  | MED | Rodolfo Mulhall     |  |
| 5  | MED | Jacinto Perazzo     |  |
| 3  | MED | Francisco Furlong   |  |
| 8  | DEL | Ennis Hayes         |  |
| 11 | DEL | Antonio Blanco      |  |
| 10 | DEL | Ernesto Guaraglia   |  |
| 7  | DEL | Antonio Miguel      |  |
| 9  | DEL | Harry Hayes         |  |

| 1  | POR | Bernardino Nuin    |  |
| 2  | DEF | Isidro Bourguignon |  |
| 6  | DEF | Adolfo Celli       |  |
| 3  | MED | Domingo Montaña    |  |
| 5  | MED | Filedolfo Salcedo  |  |
| 4  | MED | Victorino Revilla  |  |
| 8  | DEL | Julio Libonatti    |  |
| 11 | DEL | Ernesto Celli      |  |
| 10 | DEL | Atilio Badalini    |  |
| 7  | DEL | Blas Saruppo       |  |
| 9  | DEL | Juan Francia       |  |

| 35' · 63' · 141' | Harry Hayes Jacinto Perazzo | 1:0 2:1 3:2 |

| 55' · 67' | Ernesto Celli Atilio Badalini | 1:1 2:2 |

| Principal | Paddy Mac Carthy |

| 1  | POR | Octavio Díaz        |  |
| 2  | DEF | Patricio Clarke     |  |
| 6  | DEF | Florencio Sarasíbar |  |
| 4  | MED | Rodolfo Mulhall     |  |
| 5  | MED | Jacinto Perazzo     |  |
| 3  | MED | Francisco Furlong   |  |
| 8  | DEL | Ennis Hayes         |  |
| 11 | DEL | Antonio Blanco      |  |
| 10 | DEL | Ernesto Guaraglia   |  |
| 7  | DEL | Antonio Miguel      |  |
| 9  | DEL | Harry Hayes         |  |

| 1  | POR | Bernardino Nuin    |  |
| 2  | DEF | Isidro Bourguignon |  |
| 6  | DEF | Adolfo Celli       |  |
| 3  | MED | Domingo Montaña    |  |
| 5  | MED | Filedolfo Salcedo  |  |
| 4  | MED | Victorino Revilla  |  |
| 8  | DEL | Julio Libonatti    |  |
| 11 | DEL | Ernesto Celli      |  |
| 10 | DEL | Atilio Badalini    |  |
| 7  | DEL | Blas Saruppo       |  |
| 9  | DEL | Juan Francia       |  |

| 35' · 63' · 141' | Harry Hayes Jacinto Perazzo | 1:0 2:1 3:2 |

| 55' · 67' | Ernesto Celli Atilio Badalini | 1:1 2:2 |

| Principal | Paddy Mac Carthy |